# 7231 Porco
7231 Porco je asteroid, nazvan po američkoj planetarnoj znantsvenici Carolyn C. Porco.
Asteroid je 15. listopada 1985. otkrio američki astronom Edward L. G. Bowell.

## Vanjske poveznice
- neo.jpl.nasa.gov :: Orbit simulation of asteroid 7231 Porco (1985 TQ1)  Arhivirana inačica izvorne stranice od 31. listopada 2004. (Wayback Machine)

… | 7230 Lutz | 7231 Porco | 7232 Nabokov | …